# 拉迪森 (紐約州)
拉迪森（英語：Radisson）是位於美國紐約州奧農達加縣的普查規定居民點。

## 人口
根據2020年美國人口普查的數據，拉迪森的面積為12.01平方千米，當中陸地面積為11.70平方千米，而水域面積為0.31平方千米。當地共有人口7038人，而人口密度為每平方千米586.01人。